# Megasphaera
Megasphaera è un genere di batterio appartenente alla famiglia delle Acidaminococcaceae.